# Rangers FC
Rangers Football Club är en fotbollsklubb i Glasgow, Skottland, som spelar i den skotska högstaligan Scottish Premiership. Klubbens hemmaarena, Ibrox Stadium, ligger i den sydvästra delen av staden.
Rangers har vunnit fler ligatitlar och sju så kallade "tripplar"[källa behövs] (vinst i ligan, cupen och ligacupen) än någon annan klubb i världen. De har blivit skotska mästare vid 55 tillfällen, skotska cupmästare 34 gånger och skotska ligacupmästare 27 gånger. Rangers var den första brittiska klubb att nå en final i Europeisk klubblagsturnering. Efter att ha kommit tvåa i Europeiska cupvinnarcupen både 1961 och 1967, vann de till slut turneringen 1972. 
Rangers har en långvarig rivalitet med den lokala konkurrenten Celtic. Traditionellt har Rangers supportrar funnits bland Glasgows protestantiska invånare, medan Celtics supportrar haft sitt stöd bland stadens katoliker. Derbyt mellan de två Glasgow-klubbarna är känt som Old Firm.
Rangers grundades i mars 1872 och var en av de 11 ursprungliga medlemmarna i den skotska fotbollsligan. Efter att under flera år ha brottats med ekonomiska bekymmer försattes Rangers i konkurs 2012. En ny ägare köpte klubben, men det nybildade Rangers blev tvångsnedflyttat till fjärdedivisionen inför nästkommande säsong. Klubben avancerade därefter snabbt genom divisionerna och var säsongen 2016–17 tillbaka i högsta ligan.

## Historia
Rangers grundades 1872 och har med sina 55 ligatitlar världsrekordet i nationella ligatitlar.
Den 2 januari 1971 inträffade den värsta läktarkatastrofen i skotsk idrottshistoria, då en läktare på Ibrox rasade och 66 Rangers-supportrar dog. En minnesplats med namnen på de avlidna har installerats vid arenan, där Rangers-supportrar fortfarande lägger blommor som en minnesgest.
Rangers bildades av protestanter som motpol till det rivaliserande laget Celtic, som var katolikernas klubb i staden. Rivaliteten mellan klubbarna ökade som en följd av en stor inflyttning till staden från det katolska grannlandet Irland. Inflyttningen förde med sig konflikten i Nordirland och det irländska inflytandet som även sedan tidigare funnits i Glasgow efter det irländska frihetskriget.
Klubben hade från 1930-talet till 1970-talet en oskriven regel om att undvika att värva katolska spelare. Rivalerna i Celtic sägs inte ha haft någon liknande policy, däremot tilläts endast irländska katoliker spela för klubben under dess formativa år. Denna sammanblandning av fotboll och religion fanns i mindre utsträckning även i Edinburgh, Dundee och resten av västra Skottland, men inte i övriga delar av landet. 
En av de mest uppmärksammade episoderna av rivalitet mellan klubbarna skedde 1980, då supportrar stormade planen när lagen möttes i den skotska cupfinalen. Under 1950-talet diskuterades ett förbud mot Celtics tradition av att ha den irländska republikens flaggor vajande över deras hemmaarena utan någon av unionens flaggor bredvid. Rangers försvarade i detta fallet Celtic, som en vänskaplig gest över Old Firm-rivaliteten.[källa behövs] De två klubbarna inledde tillsammans ett arbete mot fördomar och huliganism.[källa behövs]
Den 7 april 1986 tog den tidigare Liverpool-spelaren Graeme Souness över som tränare för Rangers. Souness var protestant och gift med en katolsk kvinna. Han värvade Maurice Johnston, som var en före detta Celtic-spelare och katolik, något som gav upphov till stort missnöje bland delar av klubbens supportrar och företrädare. 
År 2011 ställdes Rangers mot svenska Malmö FF i kvalet till Champions League. Rangers var stora favoriter, men förlorade hemmamötet med 0-1 efter mål av Daniel Larsson. Returen i Malmö slutade 1-1, vilket innebar att Rangers var utslagna. 
Rangers spelade sin första Uefacup-final 14 maj 2008 men förlorade med 2-0 mot Zenit på City of Manchester Stadium. Klubben har rekordet för det största bortaföljet i fotbollshistorien när uppskattningsvis 200 000 Rangers-anhängare anlände till Manchester.
Klubben deltog inte i Uefa Champions League säsongen 2012/13 på grund av en skattetvist med den skotska skattemyndigheten, som gjort att klubben under ett par månaders tid var under tvångsförvaltning. I februari 2012 sattes försattes Glasgow Rangers under rekonstruktion och i juni 2012 var konkursen ett faktum. Före konkursen köptes Rangers av ett nytt ägarföretag. Medlemskapet i Scottish Football Association (SFA) överfördes till det nya företaget som fortfarande äger klubben. Detta företag lämnade in ett önskemål till  Scottish Premier League (SPL) om att få fortsätta spela i den högsta serien. För att Rangers skulle få stanna kvar krävdes att åtta av klubbarna i skotska Premier League röstade för ett sådant beslut. Efter omröstningen stod det klart att bara fyra klubbar röstade för detta, medan åtta klubbar motsatte sig det. Även Rangers supportrar motsatte sig i överväldigande majoritet att stanna kvar i SPL.[källa behövs]
Efter ett antal veckors tvister mellan olika organisationer och företag fick SPL (nu djupt skuldsatt) TV-rättigheterna till Rangers matcher av SFL. Fredagen den 13 juli 2012 beslutade det skotska fotbollsförbundet att degradera Rangers till fjärde divisionen. Senare processer har klargjort att Rangers och tidigare ägarföretag var oskyldiga till brott.

## Nuvarande trupp
(L) - Inlånad spelare
| 1  | England   | Jack Butland  | 10 mars 1993    | Crystal Palace (-23) |
| 31 | Skottland | Liam Kelly    | 23 januari 1996 | Motherwell (-24)     |
| 32 | Skottland | Kieran Wright | 1 april 1999    | Rangers FC           |

| 2  | England      | James Tavernier    | 27 januari 1991   | Wigan Athletic (-15)          |
| 3  | England      | Max Aarons (L)     | 4 januari 2000    | Bournemouth (-25)             |
| 5  | Skottland    | John Souttar       | 25 september 1996 | Hearts (-22)                  |
| 19 | Frankrike    | Clinton Nsiala     | 17 januari 2004   | Milan (-24)                   |
| 21 | England      | Dujon Sterling     | 24 oktober 1999   | Chelsea (-23)                 |
| 22 | Brasilien    | Jefté              | 21 december 2003  | Fluminense (-24)              |
| 24 | Burkina Faso | Nasser Djiga (L)   | 15 november 2002  | Wolverhampton Wanderers (-25) |
| 26 | England      | Ben Davies         | 11 augusti 1995   | Liverpool (-22)               |
| 33 | Turkiet      | Rıdvan Yılmaz      | 21 maj 2001       | Besiktas (-22)                |
| 37 | England      | Emmanuel Fernandez | 20 november 2001  | Peterborough United (-25)     |
| 38 | Skottland    | Leon King          | 14 januari 2004   | Rangers FC                    |

| 6  | England         | Joe Rothwell     | 11 januari 1995  | Bournemouth (-25)       |
| 8  | Skottland       | Connor Barron    | 29 augusti 2002  | Aberdeen (-24)          |
| 10 | Elfenbenskusten | Mohamed Diomandé | 30 oktober 2001  | Nordsjælland (-24)      |
| 11 | Norge           | Thelo Aasgaard   | 2 maj 2002       | Luton Town (-25)        |
| 14 | Albanien        | Nedim Bajrami    | 28 februari 1999 | Sassuolo (-24)          |
| 16 | Skottland       | Lyall Cameron    | 10 oktober 2002  | Dundee (-25)            |
| 17 | Wales           | Rabbi Matondo    | 9 september 2000 | Schalke 04 (-22)        |
| 20 | England         | Kieran Dowell    | 10 oktober 1997  | Norwich City (-23)      |
| 43 | Belgien         | Nicolas Raskin   | 23 februari 2001 | Standard Liege (-23)    |
| 47 | England         | Mikey Moore (L)  | 11 augusti 2007  | Tottenham Hotspur (-25) |
| 49 | Skottland       | Bailey Rice      | 4 oktober 2006   | Motherwell (-22)        |
| -  | Ecuador         | José Cifuentes   | 12 mars 1999     | Los Angeles FC (-23)    |

| 7  | Colombia  | Óscar Cortés   | 3 december 2003   | Lens (-24)                |
| 9  | Nigeria   | Cyriel Dessers | 8 december 1994   | Cremonese (-23)           |
| 18 | Finland   | Oliver Antman  | 15 augusti 2001   | Go Ahead Eagles (-25)     |
| 23 | Frankrike | Djeidi Gassama | 10 september 2003 | Sheffield Wednesday (-25) |
| 29 | Marocko   | Hamza Igamane  | 2 november 2002   | FAR Rabat (-24)           |
| 99 | Brasilien | Danilo         | 7 april 1999      | Feyenoord (-23)           |

### Utlånade spelare
| Nr | Land       | Pos | Namn                                                |
| -- | ---------- | --- | --------------------------------------------------- |
| 45 | Nordirland | MF  | Ross McCausland (i Aris Limassol till 30 juni 2026) |

| Nr | Land       | Pos | Namn                                                 |
| -- | ---------- | --- | ---------------------------------------------------- |
| 54 | Nordirland | MV  | Mason Munn (i Dunfermline Athletic till 31 maj 2026) |

### Rangers B
| Nr | Land       | Pos | Namn                   |
| -- | ---------- | --- | ---------------------- |
| -  | Skottland  | MV  | Alfie Halliwell (-07)  |
| -  | Skottland  | F   | Greig Allen (-05)      |
| -  | Skottland  | F   | Kristian Webster (-05) |
| -  | Skottland  | F   | Leyton Grant (-06)     |
| -  | Skottland  | F   | Zander Hutton (-06)    |
| -  | Nordirland | MF  | Blaine McClure (-07)   |
| -  | Skottland  | MF  | Calum Adamson (-07)    |
| -  | Skottland  | MF  | Cameron Bell (-06)     |

| Nr | Land      | Pos | Namn                  |
| -- | --------- | --- | --------------------- |
| -  | Skottland | MF  | Cameron Scott (-07)   |
| -  | Skottland | MF  | Darren McInally (-04) |
| -  | Skottland | MF  | Findlay Curtis (-06)  |
| -  | Skottland | MF  | Kerr Robertson (-06)  |
| -  | England   | MF  | Paul Nsio (-06)       |
| -  | England   | A   | Archie Stevens (-06)  |
| -  | Wales     | A   | Josh Gentles (-07)    |
| -  | England   | A   | Thompson Ishaka (-04) |

### Utlånade spelare
| Nr | Land      | Pos | Namn                                                   |
| -- | --------- | --- | ------------------------------------------------------ |
|    | Skottland | MV  | Jacob Pazikas (i Stranraer till 31 maj 2025)           |
|    | Skottland | MV  | Jay Hogarth (i Queen of the South till 1 januari 2025) |
|    | Skottland | F   | Jack Harkness (i Stirling Albion till 31 maj 2025)     |

| Nr | Land      | Pos | Namn                                           |
| -- | --------- | --- | ---------------------------------------------- |
|    | England   | F   | Johnly Yfeko (i Exeter City till 31 maj 2025)  |
|    | Skottland | F   | Connor Allan (i Kelty Hearts till 31 maj 2025) |

## Huvudtränare
Tabellen visar en lista över huvudtränare sedan 1899.
| Namn                     | Nationalitet  | Period    | Liga | Cupen | Liga Cupen | UEFA | Total |
| ------------------------ | ------------- | --------- | ---- | ----- | ---------- | ---- | ----- |
| William Wilton           | Skottland     | 1899-1921 | 8    | 1     | —          | —    | 9     |
| Bill Struth              | Skottland     | 1921-1954 | 18   | 10    | 2          | —    | 30    |
| Scot Symon               | Skottland     | 1954-1967 | 6    | 5     | 4          | —    | 15    |
| David White              | Skottland     | 1967-1969 | 0    | 0     | 0          | 0    | 0     |
| William Waddell          | Skottland     | 1969-1972 | 0    | 0     | 1          | 1    | 2     |
| Jock Wallace             | Skottland     | 1972-1978 | 3    | 3     | 2          | 0    | 8     |
| John Greig               | Skottland     | 1978-1983 | 0    | 2     | 2          | 0    | 4     |
| Jock Wallace             | Skottland     | 1983-1986 | 0    | 0     | 2          | 0    | 2     |
| Graeme Souness           | Skottland     | 1986-1991 | 3    | 0     | 4          | 0    | 7     |
| Walter Smith             | Skottland     | 1991-1998 | 7    | 3     | 3          | 0    | 13    |
| Dick Advocaat            | Nederländerna | 1998-2001 | 2    | 2     | 1          | 0    | 5     |
| Alex McLeish             | Skottland     | 2001-2006 | 2    | 2     | 3          | 0    | 7     |
| Paul Le Guen             | Frankrike     | 2006-2007 | 0    | 0     | 0          | 0    | 0     |
| Walter Smith             | Skottland     | 2007-2011 | 3    | 2     | 3          | 0    | 8     |
| Ally McCoist             | Skottland     | 2011-2014 | 2    | 0     | 0          | 0    | 2     |
| Mark Warburton           | England       | 2015-2017 | 1    | 0     | 0          | 0    | 1     |
| Pedro Caixinha           | Portugal      | 2017      | 0    | 0     | 0          | 0    | 0     |
| Graeme Murty             | Skottland     | 2017-2018 | 0    | 0     | 0          | 0    | 0     |
| Steven Gerrard           | England       | 2018–2021 | 1    | 0     | 0          | 0    | 1     |
| Giovanni van Bronckhorst | Nederländerna | 2021–2022 | 0    | 1     | 0          | 0    | 1     |
| Michael Beale            | England       | 2022–2023 | 0    | 0     | 0          | 0    | 0     |
| Philippe Clement         | Belgien       | 2023–     | 0    | 0     | 1          | 0    | 0     |

De mellanliggande perioderna har tillhandahållits av Willie Thornton (2 spel år 1969), Tommy McLean (4 spel år 1983), Ian Durrant (1 spel 2007) och Graeme Murty (6 spel 2017).

## Rekord
Högst vinstprocent i ligaspel
100% 1898–1899, 100% 2020–2021
Vunna inhemska ligatitlar (Världsrekord)
55
Vunna tripplar Ligatitel, inhemsk cup samt ligacup (Världsrekord)
7
Antal titlar totalt (Världsrekord)
120
Högsta publiksiffra någonsin
143 570 åskådare, mot Hibernian, 27 mars 1948
Högsta publiksiffra i inhemsk turnering
118 567 åskådare, mot Celtic, 2 januari 1939
Högsta publiksiffra i internationellt sammanhang
100 000 åskådare, mot Dynamo Kiev, 16 september 1987
Största seger
14-2 mot Whitehill, Scottish Cup, 29 september 1883
14-2 mot Blairgowrie, Scottish Cup, 20 januari 1934
13-0 mot Possilpark, Scottish Cup, 6 oktober 1877
13-0 mot Uddingston, Scottish Cup, 10 november 1877
13-0 mot Kelvinside Athletic, Scottish Cup, 28 september 1889
Största seger i ligaspel
10-0 mot Hibernian, 24 december 1898
Största bortaseger i ligaspel
10-2 mot  Raith Rovers 16 december 1967
Största förlust
2-10 mot Airdrieonians, vänskapsmatch, 6 februari 1886
Största förlust
1-7 mot Celtic, Scottish League Cup, 19 oktober 1957
Största förlust i ligaspel
0-6 mot  Dumbarton, 4 maj 1892
- Observera att klubben, som spelar i den skotska Premier League för 2012-2013 säsong två är ett världsrekord uppslutning för ett spel av denna nivå 18 augusti 2012: 49 118 åskådare kom en match mot Rangers  East Stirlingshire.

Flest matcher (alla tävlingar)
 John Greig - 755 (1960-1978)
- Notera att Dougie Gray spelade 940 matcher mellan 1925 och 1947, dock var 385 av dem var under andra världskriget och därför betraktas dessa som inofficiella.

Flest antal ligamatcher
 Sandy Archibald - 513 (1917-1934)
Mesta målskyttar (alla tävlingar)
 Ally McCoist - 355 (1983-1998)
- Jimmy Smith gjorde 381 mål och 300 legerings Gols mellan 1929 och 1946, men 102 av dem var under världskriget och, därför, anses icke-officiella.

Toppresultat i ligan
 Ally McCoist - 251 (1983-1998)
Antal framträdanden i europeiska tävlingar
 Barry Ferguson - 82 (1998-2003 och 2004-2009)
National hår Scotland rekordhållaren när du spelar Rangers
 Ally McCoist, 61 National hår, 1983-1998
Största mottagna övergångssumma
 Alan Hutton - £9 miljoner (2008:  Tottenham Hotspur)
Största betalda övergångssumma
 Tore André Flo - £12,5 miljoner (2001:  Chelsea)

### Matcher
| #  | Namn             | Period              | Matcher | Mål |
| -- | ---------------- | ------------------- | ------- | --- |
| 1  | John Greig       | 1961–1978           | 755     | 120 |
| 2  | Sandy Jardine    | 1964–1982           | 674     | 77  |
| 3  | Ally McCoist     | 1983–1998           | 581     | 355 |
| 4  | Sandy Archibald  | 1917–1934           | 580     | 148 |
| 5  | Davie Meiklejohn | 1919–1936           | 563     | 46  |
| 6  | Dougie Gray      | 1925–1947           | 555     | 2   |
| 7  | Derek Johnstone  | 1970–1982 1985–1986 | 546     | 210 |
| 8  | Davie Cooper     | 1977–1989           | 540     | 75  |
| 9  | Peter McCloy     | 1970–1986           | 535     | 0   |
| 10 | Ian McColl       | 1945–1960           | 526     | 14  |

### Mål
| #  | Namn            | Period              | Matcher | Mål | Genomsnitt |
| -- | --------------- | ------------------- | ------- | --- | ---------- |
| 1  | Ally McCoist    | 1983–1998           | 581     | 355 | 0.61       |
| 2  | Bob McPhail     | 1927–1940           | 408     | 261 | 0.64       |
| 3  | Jimmy Smith     | 1930–1946           | 259     | 249 | 0.96       |
| 4  | Jimmy Fleming   | 1925–1934           | 268     | 223 | 0.83       |
| 5  | Derek Johnstone | 1970–1982 1985–1986 | 546     | 210 | 0.38       |
| 6  | Ralph Brand     | 1954–1965           | 317     | 206 | 0.65       |
| 7  | Willie Reid     | 1909–1920           | 230     | 195 | 0.84       |
| 8  | Willie Thornton | 1936–1954           | 308     | 194 | 0.63       |
| 9  | RC Hamilton     | 1897–1908           | 209     | 184 | 0.88       |
| 10 | Andy Cunningham | 1914–1929           | 389     | 182 | 0.47       |

## Lagkaptener
| Namn             | Period                         |
| ---------------- | ------------------------------ |
| Tom Vallance     | 1876-1882                      |
| David Mitchell   | 1882-1894                      |
| John McPherson   | 1894-1898                      |
| Robert Hamilton  | 1898-1906                      |
| Robert Campbell  | (Fyra år mellan 1914 och 1916) |
| Tommy Cairns     | 1916-1926                      |
| Bert Manderson   | 1926-1927                      |
| Tommy Muirhead   | 1927-1930                      |
| David Meiklejohn | 1930-1938                      |
| Jimmy Simpson    | 1938-1940                      |
| Jock Shaw        | 1940-1957                      |
| George Young     | 1953-1957                      |
| Ian McColl       | 1957-1960                      |
| Eric Caldow      | 1960-1962                      |
| Bobby Shearer    | 1962-1965                      |
| John Greig       | 1965-1978                      |
| Derek Johnstone  | 1978-1983                      |
| John McClelland  | 1983-1984                      |

| Namn             | Period    |
| ---------------- | --------- |
| Craig Paterson   | 1984-1986 |
| Terry Butcher    | 1986-1990 |
| Richard Gough    | 1990-1997 |
| Richard Gough    | 1997-1998 |
| Brian Laudrup    | 1997      |
| Lorenzo Amoruso  | 1998-2000 |
| Barry Ferguson   | 2000-2003 |
| Barry Ferguson   | 2005-2007 |
| Barry Ferguson   | 2007-2009 |
| Craig Moore      | 2003-2004 |
| Stefan Klos      | 2004-2005 |
| Gavin Rae        | 2007      |
| David Weir       | 2009-2012 |
| Steven Davis     | 2012      |
| Carlos Bocanegra | 2012      |
| Lee McCulloch    | 2012-2015 |
| Lee Wallace      | 2015–2018 |
| James Tavernier  | 2018-     |

## Bästa laget genom tiderna (1999)
| Goram Greig Butcher Gough Jardine Cooper Baxter Gascoigne Laudrup Hateley McCoist |

Följande lag röstades fram av Rangers supportrar år 1999 som de bästa spelarna för Rangers genom tiderna på respektive position.
- Andy Goram
- John Greig – Framröstad till den bästa Rangersspelaren någonsin.
- Terry Butcher
- Richard Gough
- Sandy Jardine
- Davie Cooper
- Jim Baxter – Framröstad till den tredje bästa Rangersspelaren någonsin.
- Paul Gascoigne
- Brian Laudrup – Framröstad till den bästa icke-skotska Rangersspelaren någonsin.
- Mark Hateley
- Ally McCoist – Framröstad till den näst bästa Rangersspelaren någonsin.

## Skotska fotbollens Hall of Fame
Sedan 2019 har 33 spelare eller ledare som varit aktiva i Rangers i sin karriär blivit invalda i Skotska fotbollens Hall of Fame.
- John Greig - Inkluderad från starten 2004
- Graeme Souness - Inkluderad från starten 2004
- Herr Alex Ferguson - Inkluderad från starten 2004
- Jim Baxter - Inkluderad från starten 2004
- Willie Woodburn - Inkluderad från starten 2004
- Alex McLeish - Inkluderad 2005
- Willie Waddell - Inkluderad2005
- George Young - Inkluderad 2005
- Alan Morton - Inkluderad 2005
- Davie Cooper - Inkluderad 2006
- Brian Laudrup - Inkluderad 2006
- Sandy Jardine - Inkluderad 2006
- Willie Henderson - Inkluderad 2006
- Richard Gough - Inkluderad 2006
- Walter Smith - Inkluderad 2007
- Ally McCoist - Inkluderad 2007
- Eric Caldow - Inkluderad 2007
- Derek Johnstone - Inkluderad 2008
- Bill Struth - Inkluderad 2008
- David Meiklejohn - Inkluderad 2009
- Mo Johnston - Inkluderad 2009
- Andy Goram - Inkluderad 2010
- Robert Smyth McColl - Inkluderad 2011
- Terry Butcher - Inkluderad 2011
- Bob McPhail - Inkluderad 2012
- Scot Symon - Inkluderad 2013
- Davie Wilson - Inkluderad 2014
- Bobby Brown - Inkluderad 2015
- Jock Wallace - Inkluderad 2016
- Archie Knox - Inkluderad 2018
- Ian McMillan - Inkluderad 2018
- Tommy McLean - Inkluderad 2019
- Colin Stein - Inkluderad 2019

### Scottish FA International Roll of Honour
Skottland fotbollslandslag har en särskild lista som inkluderar spelare som har spelat 50 eller fler landskamper för Skottland. Tio spelare har blivit inkluderade samtidigt som de spelade för Rangers:
- David Weir - Inkluderad 2006, 69 landskamper
- Kenny Miller - Inkluderad 2010, 69 landskamper
- Christian Dailly - Inkluderad 2003, 67 landskamper
- Richard Gough - Inkluderad 1990, 61 landskamper
- Ally McCoist - Inkluderad 1996, 61 landskamper
- George Young - Inkluderad 1956, 54 landskamper
- Graeme Souness - Inkluderad 1985, 54 landskamper
- Colin Hendry - Inkluderad 2001, 51 landskamper
- Steven Naismith - Inkluderad 2019, 51 landskamper
- Alan Hutton - Inkluderad 2016, 50 landskamper

### Scottish Sports Hall of Fame
I Skotska sporters Hall of Fame har tre spelare från Rangers valts in:
- Jim Baxter - Invald 2002
- John Greig - Invald 2002
- Ally McCoist -Invald 2007

## Kända spelare
- Peter McCloy
- Derek Johnstone
- Davie Cooper
- Ian Durrant
- Ally McCoist
- Richard Gough
- Paul Gascoigne
- Terry Butcher
- Graeme Souness
- Brian Laudrup
- Tugay Kerimoğlu
- Lorenzo Amoruso

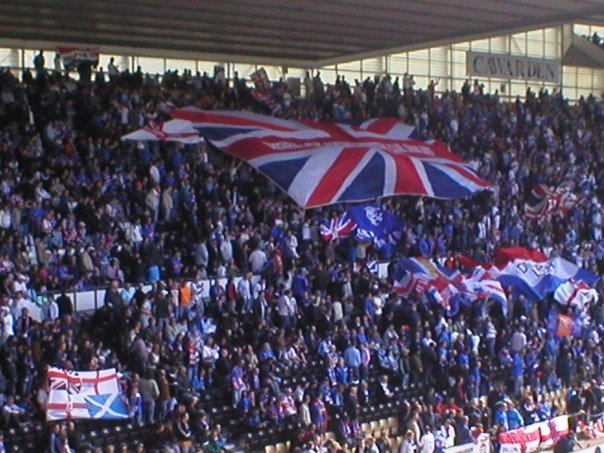
Flagga på Ibrox.

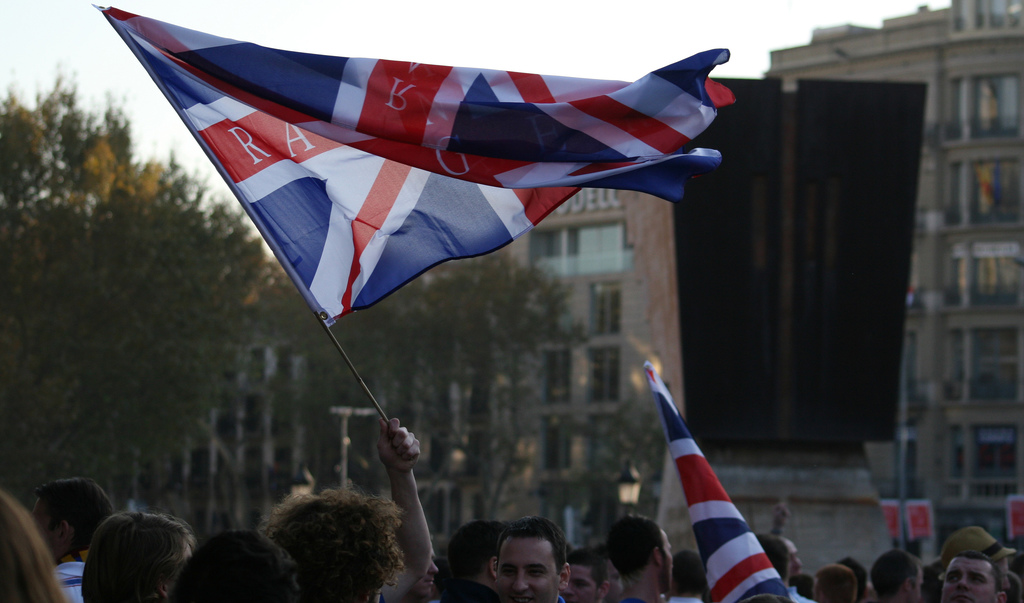
Rangers fans i Barcelona.

- Giovanni van Bronckhorst
- Stefan Klos
- Barry Ferguson
- Gennaro Gattuso
- Sir Alex Ferguson
- Claudio Caniggia

## Svenska spelare
| Namn              | Årtal     | Matcher | Mål |
| ----------------- | --------- | ------- | --- |
| Örjan Persson     | 1967-1970 | 113     | 31  |
| Robert Prytz      | 1982-1986 | 118     | 20  |
| Joachim Björklund | 1996-1998 | 59      | 0   |
| Jonas Thern       | 1997-1999 | 23      | 5   |
| Bojan Djordjic    | 2005      | 4       | 0   |
| Karl Svensson     | 2006-2007 | 21      | 0   |
| Mervan Celik      | 2012      | 5       | 0   |
| Filip Helander    | 2019-     | 54      | 6   |

Notera att endast ligamatcher är medräknade i statistiken.